# Прохоров, Алексей Николаевич
Алексе́й Никола́евич Про́хоров (19 января 1923 года — 27 мая 2002 года) — участник Великой Отечественной войны, лётчик-штурмовик, дважды Герой Советского Союза. Генерал-майор авиации (28.10.1976).

## Биография
Родился 19 января 1923 года в селе Рождественское (ныне — Поворинского района Воронежской области) в рабочей семье. Русский.

Могила Прохорова на Троекуровском кладбище Москвы

В 1940 году успешно окончил Борисоглебский аэроклуб, затем учился в Балашовской военно-авиационной школе пилотов, по окончании которой в 1942 году был направлен в действующую армию. Воевал в 15-м гвардейском штурмовом авиаполку 277-й штурмовой авиационной дивизии на Ленинградском и 3-м Белорусском фронтах. Принимал участие в боях по деблокированию Ленинграда и освобождению Ленинградской области, Выборга, Эстонии, Латвии и Белоруссии, участвовал в боях за взятие Кёнигсберга. За время войны прошёл путь от рядового лётчика до командира авиаэскадрильи. Вместе с ним в полку служили прославленные воздушные асы: дважды Герои Советского Союза Алексенко В. А., Мыльников Г. М. и Кунгурцев Е. М., Герой Советского Союза Калёнов Н. А. и другие.
К ноябрю 1944 года совершил 180 боевых вылетов на штурмовку объектов врага, за что командованием был представлен к званию Героя Советского Союза. Указом Президиума Верховного Совета СССР от 19 апреля 1945 года, за образцовое выполнение боевых заданий, мужество и героизм, проявленные в борьбе с немецко-фашистскими захватчиками, заместителю командира эскадрильи 15-го гвардейского штурмового авиаполка 277-й штурмовой авиадивизии 1-й воздушной армии гвардии лейтенанту А. Н. Прохорову присвоено звание Героя Советского Союза с вручением ордена Ленина и медали «Золотая Звезда» (№ 6126).
За успешную штурмовку противника в районах Гранц, Мартемсдорф и Айзенберг (ныне Желязна-Гура в Польше) в феврале 1945 года А. Н. Прохоров был представлен к ордену Александра Невского. В наградном листе командованием указывалось:
Летая ведущим группы от 4 до 10 самолётов, старший лейтенант Прохоров А. Н. не имел случаев потери самолётов. В результате смелых действий лично уничтожил 2 танка, 13 автомашин и 10 повозок с грузами, 2 тягача с орудиями, 2 артиллерийских и 4 миномётных батареи, склад с боеприпасами, 11 огневых точек и до роты пехоты противника. 2 февраля 1945 года в составе группы из 5 самолётов в районе населённого пункта Гранц в результате успешной штурмовки было уничтожено 5 автомашин с грузом, подавлен огонь 2 зенитных и 3 артиллерийских батарей. 
22 февраля 1945 года в районе Мартемсдорф старший лейтенант Прохоров А. Н. с группой из 3 штурмовиков, сопровождая наступление пехотных частей, уничтожил 5 автомашин с грузом, подавил огонь артиллерийской батареи и 5 огневых точек. 2 марта 1945 года при сопровождении наступления пехоты в районе населённого пункта Айзенберг группой из 5 штурмовиков уничтожил 5 автомашин и 3 повозки с грузом, склад с боеприпасами, подавил огонь артиллерийской и зенитной батарей.
За смелые и решительные действия, нанесение противнику значительных потерь в его боевой технике, командир авиаэскадрильи 15-го гвардейского штурмового авиаполка старший лейтенант Прохоров А. Н. приказом командующего 1-й воздушной армии № 031/н от 28 апреля 1945 года был награждён орденом Александра Невского № 26943.
Всего к моменту окончания Великой Отечественной войны гвардии капитан А. Н. Прохоров совершил 236 боевых вылетов. За новые боевые отличия, образцовое выполнение заданий командования на фронте борьбы с немецкими захватчиками, дающее право на получение звания Героя Советского Союза, 29 июня 1945 года он был награждён второй медалью «Золотая Звезда» (№ 64). В городе Борисоглебске Воронежской области установлен бронзовый бюст Героя. За время войны лётчик был награждён многими наградами, став кавалером ордена Ленина, трёх орденов Красного Знамени, орденов Александра Невского, Отечественной войны 1 степени и Красной Звезды.
После Великой Отечественной войны А. Н. Прохоров решил посвятить свою жизнь дальнейшему укреплению Военно-Воздушных Сил Советской Армии. В 1950 году он успешно окончил Краснознамённую Военно-воздушную Академию, командовал полком штурмовой авиации. С 1968 года полковник А. Н. Прохоров находился на преподавательской работе в Высшем военном авиационном инженерном училище, в том числе являлся заместителем начальника этого училища. В 1976 году ему было присвоено воинское звание «генерал-майор». С 1979 года он вновь на преподавательской работе в Военной академии имени М. В. Фрунзе. Все свои знания и богатый боевой опыт генерал-майор Прохоров А. Н. передавал молодым командирам.
В послевоенный период к фронтовым наградам ветерана прибавились ещё несколько орденов — Отечественной войны I степени, Красной Звезды, «За службу Родине в Вооружённых Силах СССР» III степени. Уволен из армии в 1988 году. Жил в Москве. Умер 27 мая 2002 года, похоронен на Троекуровском кладбище.

## Награды и звания

Прохоров А. Н. со всеми наградами

- Две медали «Золотая Звезда» (19.04.1945, 29.06.1945);
- орден Ленина (19.04.1945);
- три ордена Красного Знамени (27.01.1944, 21.06.1944, 29.11.1944);
- орден Александра Невского (28.03.1945);
- два ордена Отечественной войны 1-й степени (12.09.1944, 11.03.1985);
- два ордена Красной Звезды (23.07.1943, 30.12.1956);
- орден «За службу Родине в Вооружённых Силах СССР» 3-й степени (30.04.1975);
- медали;
- почётный гражданин Борисоглебска (1982).

## Семья
- Сын Владимир — Заслуженный летчик испытатель России[2].
- Внучка — российская рок-певица и игрок на бильярде Галина Прохорова (Zажиgалка).

## Память
Бронзовый бюст Героя установлен в Борисоглебске Воронежской области, там же имеется переулок Прохорова, названный в его честь. Имя Героя носят средняя школа и улица в его родном селе Рождественское.